# Калимантанская белка
Калимантанская бе́лка (лат. Glyphotes simus) — вид грызунов семейства беличьих, эндемик горных районов штатов Сабах и Саравак в малайзийской части острова Калимантан. По состоянию на начало XXI века единственный представитель одноимённого рода Glyphotes.

## Систематика и название
Род Glyphotes и вид Glyphotes simus описаны Олдфилдом Томасом в 1898 году по экземпляру, пойманному А. Э. Эвереттом на горе Кинабалу на севере Борнео. Родовое название Glyphotes (от греч. γλύφω — «долото») было присвоено за специфичную форму нижних резцов.
Автор таксона указывает, что, несмотря на значительное внешнее сходство с трёхцветной белкой, выделил Glyphotes в отдельный род, опираясь на необычную форму черепа и зубов. В то же время «Полевой определитель млекопитающих Борнео» (1985) включает вид simus в род Прекрасные белки (Callosciurus).
В начале XXI года калимантанские белки считаются монотипическим родом. Описанный в 1959 году вид Glyphotes (Hessonoglyphotes) canalvus позднее стал рассматриваться как синоним калимантанской прекрасной белки (Callosciurus orestes).

## Внешний вид
Маленькая белка, размером вдвое меньше калимантанской прекрасной белки. Длина тела и головы голотипа 129 мм, хвоста — 106 мм, задней ступни — 28, уха — 11. Череп высокий, широкий и короткий, носовые кости почти параллельные, лишь незначительно сужающиеся в задней части (из-за чего морда выглядит тупой). Ноздри приплюснутые сверху. Короткий заглазничный выступ лобной кости сдвинут далеко назад. Нижняя челюсть слабая, с маленьким венечным отростком и тонким вытянутым назад мыщелком. Зубная формула аналогична формуле у обыкновенных белок, с двумя премолярами в верхней челюсти и одним в нижней. Широкие и тонкие верхние резцы с сильно выпуклой передней стороной слегка загибаются наружу, расходясь в стороны ближе к концу. Нижние резцы также очень широкие и тонкие, расходящиеся в стороны, передняя поверхность гладкая и вогнутая. Режущие поверхности нижних резцов имеют форму долота, у которого передняя кромка длиннее задней. Боковые зубы намного меньше по размерам, чем резцы.
Мех на спине буроватый в мелкую крапинку, на брюхе тусклый коричневато-рыжий. Верхние поверхности пальцев и кончики ушей коричневато-жёлтые, такой же цвет имеет мех по бокам носа и вокруг глаз. Кончик хвоста чёрный. Окраска, пропорции конечностей и ушей схожи с таковыми у трёхцветной белки, наиболее значительным отличием является более широкая и чётко выраженная белая полоса вдоль бока, начинающаяся сразу за локтем.

## Образ жизни
Ведущие дневной образ жизни калимантанские белки — обитатели горных дождевых лесов. В рацион входят млечный сок и пищевые беккаровы тельца фикусов. Кормятся в составе кочующих групп, иногда достаточно многочисленных.

## Распространение и охранный статус
Калимантанские белки известны по горным районам штатов Сабах и Саравак в малайзийской части острова Калимантан, где встречаются на высотах от 285 до 1800 м над уровнем моря, а также по лицензионной территории Яясан-Сабах в восточной части штата Сабах. В границах ареала расположен национальный парк Каян-Ментаранг.
Хотя в распоряжение зоологов попали лишь несколько особей калимантанской белки, в естественных условиях наблюдались совместно кормившиеся группы из десяти и более особей. Предположительно, калимантанские белки встречаются не только в вышеуказанном регионе, но и в горах Центрального Борнео. В то же время в результате пожаров и вырубки под плантации площадь лесов на Калимантане сократилась между 1973 и 2010 годами почти на треть, что, вероятно, означает сокращение естественной среды обитания для данного вида. По состоянию на 2016 год Международный союз охраны природы относит калимантанскую белку к видам, для оценки угрозы которым недостаточно данных.